# درمیان (دورود)
درمیان (دورود)، روستایی از توابع بخش مرکزی شهرستان دورود در استان لرستان ایران است.

## جمعیت
این روستا در دهستان ژان قرار دارد و بر اساس سرشماری مرکز آمار ایران در سال ۱۳۸۵، جمعیت آن ۵۰۵ نفر (۹۵خانوار) بوده‌است.